# NGC 748
NGC 748 ist eine Spiralgalaxie vom Hubble-Typ Sb im Sternbild Walfisch südlich des Himmelsäquators. Sie ist schätzungsweise 239 Millionen Lichtjahre von der Milchstraße entfernt und hat einen Durchmesser von etwa 165.000 Lj.

Im selben Himmelsareal befindet sich u. a. die Galaxie NGC 762.
Das Objekt wurde am 20. September 1784 von dem deutsch-britischen Astronomen Wilhelm Herschel entdeckt.